# الن مک‌اینلی
الن مک‌اینلی (انگلیسی: Alan McInally؛ زادهٔ ۱۰ فوریهٔ ۱۹۶۳) بازیکن فوتبال اهل بریتانیا است.
از باشگاه‌هایی که در آن بازی کرده‌است می‌توان به باشگاه فوتبال استون ویلا، باشگاه فوتبال کیلمارنوک، باشگاه فوتبال سلتیک، و باشگاه فوتبال بایرن مونیخ اشاره کرد.
وی همچنین در تیم ملی فوتبال اسکاتلند بازی کرده‌است.